# ヤブカ
ヤブカ（藪蚊、薮蚊、豹脚蚊）はカ科ヤブカ属（学名: Aedes）に分類されるカである。イエカ類とならび、普通に見られる吸血性のカである。

## 形態・生態
多くは全体的に暗色、ないし黒色である。
ほぼ全てが昼間に吸血する。ほとんどの種の吸血姿勢は腹節を屈曲し、頭部および吻を吸血する対象の皮膚に垂直につきたてる独特のものである。
ヤマトヤブカ、ヒトスジシマカなどに代表されるように、あらゆる水溜りに発生し、環境を選ばずに生育できる種が多い。

## 人間との関わり
様々なウイルスを媒介する衛生害虫であり、かつ吸血時に湿疹を発生させるため不快害虫でもある。

## 下位分類
- キンイロヤブカ亜属 Aedimorphus
  - オオムラヤブカ Aedes alboscutellatus
  - キンイロヤブカ Aedes vexans nipponii
- シマカ亜属 Stegomyia
  - ネッタイシマカ Aedes aegypti
  - ヒトスジシマカ Aedes albopictus
  - ヤマダシマカ Aedes flavopictus - しばしばヒトスジシマカと混同される。
- セスジヤブカ亜属 Ochlerotatus
  - セスジヤブカ Aedes dorsalis
- トウゴウヤブカ亜属 Finlaya
  - トウゴウヤブカ Aedes togoi
  - ヤマトヤブカ Aedes japonicus